# Province d'Arque
La province d'Arque est une des 16 provinces du département de Cochabamba, en Bolivie. Son chef-lieu est la ville d'Arque.